# Xlib

Xlib, XCB und darauf aufbauende Bibliotheken

Xlib ist eine Programmbibliothek unter anderem für das Zeichnen grafischer Benutzeroberflächen über das X Window System auf unixoiden Systemen.
Sie regelt als Client-Bibliothek für das X-Window-Protokoll im X Window System die Interaktion von Clients mit einem X-Server. Sie stellt Transaktionen des X-Window-Protokolls über Funktionsaufrufe in der Programmiersprache C zur Verfügung.
Diese Funktionen schaffen eine Abstraktion, mit der das Programmieren ermöglicht wird, ohne sich um Details des Protokolls kümmern zu müssen. Wenige Anwendungen nutzen die Bibliothek direkt, stattdessen wird meist auf andere Bibliotheken zurückgegriffen, die die Xlib-Funktionen nutzen, um Widgets zur Verfügung zu stellen, wie zum Beispiel die X11-Versionen der GUI-Toolkits Motif, Qt, FLTK, XForms oder GTK.
Die Wayland-Versionen der Widget-Toolkits Clutter, GTK+, Qt, SDL und EFL verwenden XLib nicht mehr, sondern libwayland-client.
Die Xlib erschien erstmals 1985 und ist immer noch für die grafischen Benutzeroberflächen vieler Anwendungsprogramme in Benutzung. Eine Alternative ist die Bibliothek XCB, bei der insbesondere Wert auf eine gesteigerte Effizienz gelegt wird. Xlib wird zudem für die Erstellung von sog. Window Managern verwendet. Unter macOS existiert Apples eigene, von X11 unabhängige Weiterentwicklung namens XQuartz.